# Marsupioporella whittelli
Marsupioporella whittelli är en mossdjursart som först beskrevs av William MacGillivray 1889.  Marsupioporella whittelli ingår i släktet Marsupioporella och familjen Thalamoporellidae. Inga underarter finns listade i Catalogue of Life.